# Paralicornia limatula
Paralicornia limatula is een mosdiertjessoort uit de familie van de Candidae. De wetenschappelijke naam van de soort is, als Scrupocellaria limatula, voor het eerst geldig gepubliceerd in 1988 door Hayward.